# Peebles Rovers F.C.
Peebles Rovers Football Club – szkocki klub piłkarski z siedzibą w Peebles.

## Historia
Klub został założony w 1893. W swojej historii rywalizował przez trzy sezony na trzecim szczeblu rozgrywkowym – w latach 1923–1926 w rozgrywkach Third Division.

## Reprezentanci kraju grający w klubie
stan na styczeń 2025
|  | - Tommy Cairns - Billy Cowan - James Reid |